# Than Quảng Ninh Football Club
El Than Quảng Ninh Football Club (en vietnamita: Câu lạc bộ Bóng đá Than Quảng Ninh) fue un equipo de fútbol de Vietnam que alguna vez jugó en la V.League 1, primera división de fútbol en el país.

## Historia
Fue fundado en el año 1956 en la provincia de Than Quang por un grupo de obreros que trabajaban en la industria minera de la zona.
Fue hasta la temporada 2014 que el club jugó por primera vez en la V.League 1, donde dos años después consiguieron su principal logro, el cual fue ganar la Copa de Vietnam, y con ello clasificaron a la Copa de la AFC 2017, su primera participación en un torneo internacional.
El 29 de octubre de 2021 anunció que no podrá continuar en la V.League 1 debido a razones financieras y con esto el club desaparece.

## Palmarés
- Copa de Vietnam: 1

2016

## Participación en competiciones de la AFC
| Temporada | Torneo  | Ronda   | Club         | Casa      | Visita | Global   |
| --------- | ------- | ------- | ------------ | --------- | ------ | -------- |
| 2017      | AFC Cup | Grupo H | Home United  | 4–5       | 2–3    | 2° Lugar |
| 2017      | AFC Cup | Grupo H | Yadanarbon   | 1–1       | 3–0    | 2° Lugar |
| 2020      | AFC Cup | Grupo G | Bali United  | Cancelado | 1–4    | 2° Lugar |
| 2020      | AFC Cup | Grupo G | Ceres–Negros | Cancelado | 2–2    | 2° Lugar |
| 2020      | AFC Cup | Grupo G | Svay Rieng   | Cancelado | 4–1    | 2° Lugar |

## Entrenadores
- Phan Thanh Hùng (?–diciembre de 2020)[2]
- Hoàng Thọ (diciembre de 2020–?)[3]